# Max Raabe

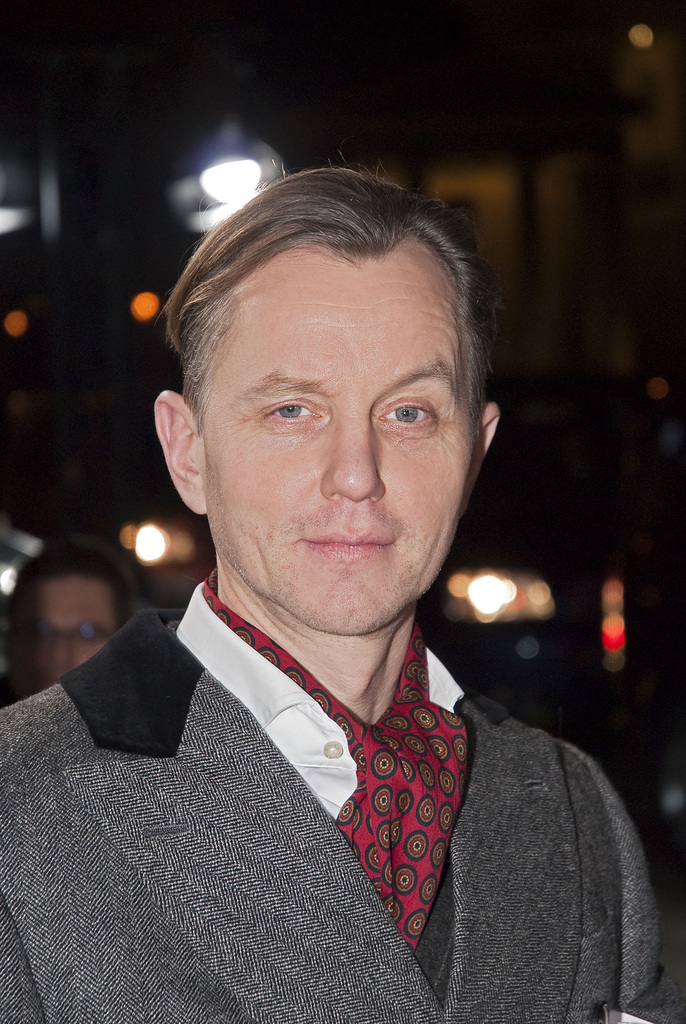
Max Raabe in 2008

Max Raabe, pseudoniem van Matthias Otto (Lünen, 12 december 1962), is een Duits zanger, componist en oprichter en orkestleider van het Palast Orchester. Hij en zijn orkest zijn gespecialiseerd in het laten herleven van het geluid van de Duitse dans- en filmmuziek uit de jaren twintig en dertig.
Raabe richtte in 1986 het Palast Orkest op. Hij kreeg landelijke bekendheid met de schlagerhit Kein Schwein ruft mich an uit 1992, een popsong in de stijl van de jaren twintig, en de film Der bewegte Mann (Engelse titel: Maybe, Maybe Not) in 1994.
Raabe studeerde in Berlijn aan de Universiteit van de Kunsten van 1988 tot 1995 voor bariton operazanger.
Hij schrijft originele muziek, inclusief filmmuziek, alsmede covers van bekende popsongs in de stijl van de jaren twintig en dertig zoals van Britney Spears Oops!... I Did It Again en van Tom Jones Sex Bomb.

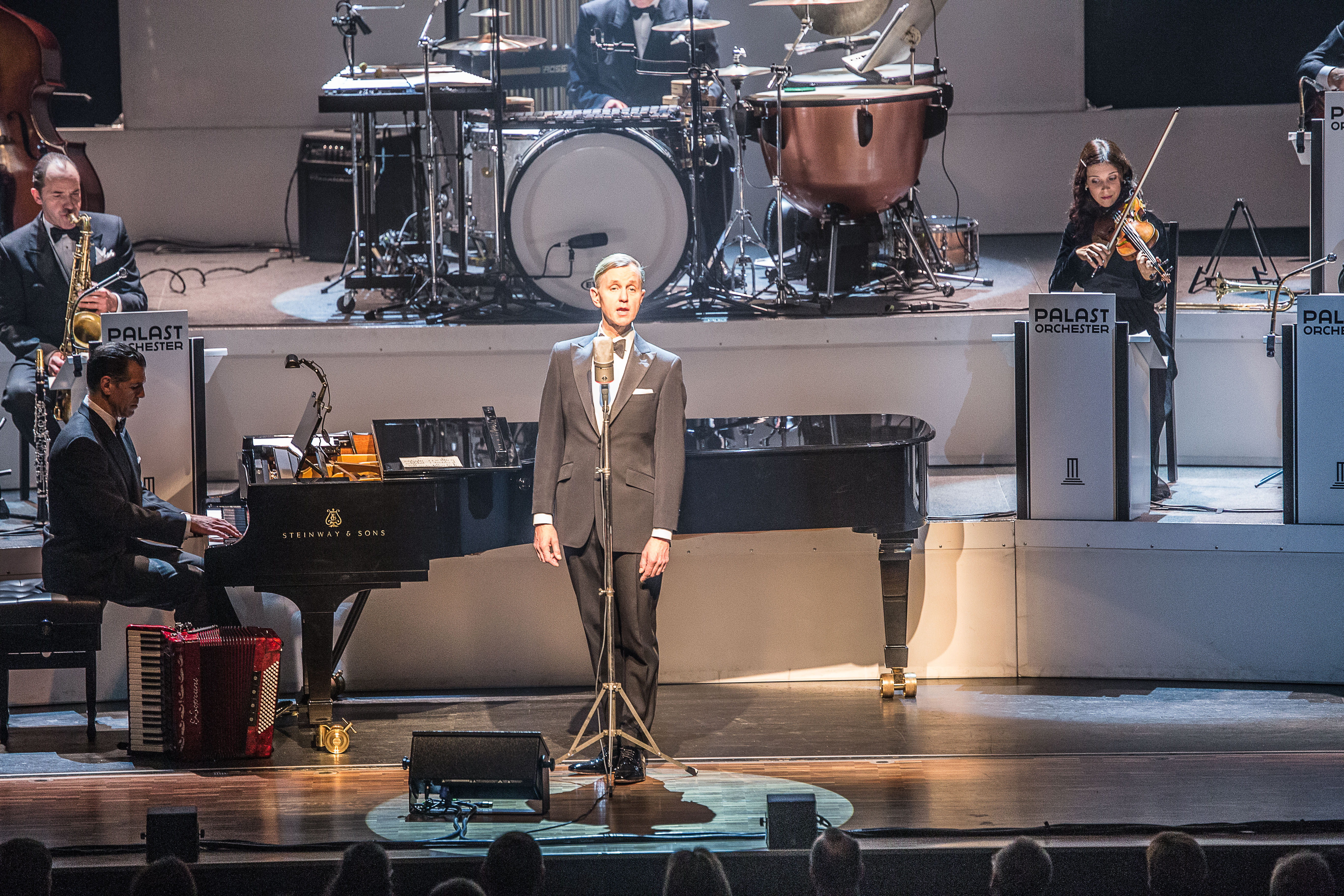
Max Raabe live in het Congress Centrum Heidenheim, 2016

## Live optredens
De immer stijlvol en zorgvuldig geklede Raabe wiegt niet mee met de muziek tijdens optredens en gedraagt zich als een houterige tongue-in-cheek dandy. Aan en afkondigen van nummers geschiedt met gortdroge humor en Raabe zal zijn bandleden op de bühne altijd aankondigen met de heer of mevrouw. Zijn dictie is ouderwets, met rollende r, en zijn zinsbouw is vaak literair-Duits gecompliceerd.
In 1994 portretteerde Raabe 'Dr. Siedler' in de Berlijnse versie van Im Weißen Rössl, een productie waarmee hij sindsdien een cultstatus verwierf.
In 1999 speelde Raabe de rol van Mackie Messer in Kurt Weill en Bertolt Brechts Driestuiversopera naast Nina Hagen.
In oktober 2008 en februari en maart 2010 traden Raabe en het Palast Orkest op in een serie shows in de Verenigde Staten genaamd: All About Jazz.
In 2009 verzorgde Raabe met zijn droge humor de aankondigingen van de solisten tijdens het feestelijke operagala van de Duitse AIDS-stichting. Wegens groot succes is dit gala (met Raabe's bijdrage) enige malen geprolongeerd.

## Discografie
- 1988: Die Männer sind schon die Liebe wert
- 1989: Kleines Fräulein, einen Augenblick
- 1991: Ich hör’ so gern Musik
- 1992: Kein Schwein ruft mich an
- 1992: Mein kleiner grüner Kaktus
- 1996: Wintergarten-Edition Live
- 1996: Dort tanzt Lu-Lu!
- 1996: Ich hör’ so gern Musik
- 1996: Bel Ami
- 1996: Music, Maestro, Please
- 1997: 10 Jahre Palast Orchester mit seinem Sänger Max Raabe
- 2000: Krokodile und andere Hausfreunde
- 2001: Charming Weill Dance Band Arrangements (compositions of Kurt Weill 1900-1950) Palast Orchester, Max Raabe and H.K. Gruber
- 2001: Superhits
- 2001: Superhits Nummer 2
- 2008: Heute Nacht Oder Nie (Tonight or Never) – een dubbel-cd-set van een liveoptreden van Max Raabe en het Palast Orkest in Carnegie Hall, november 2007, uitgebracht op 23 september 2008.[3]
- 2010: Übers Meer (15.01.2010) (Duitse top 100: #15)
- 2011: Küssen kann man nicht alleine (28 januari 2011) Max Raabe en Annette Humpe
- 2011: Mit dir möchte ich immer Silvester Feiern (18 november 2011)
- 2013: Für frauen ist das kein problem[4]
- 2017: Der perfekte Moment... wird heut verpennt

## Films
- Max Raabe - Gentleman der Schellackplatte. documentaire, Duitsland, 2004, 43 min., boek en regie: Yvonne von Kalinowsky; première 28 februari 2004, productie RBB
- Max Raabe & Palast Orchester - Konzert in der Berliner Waldbühne 2006. concertopname, Duitsland, 2006; productie RBB
- Mein Leben - Max Raabe. documentaire, Duitsland, USA, 2007, 43 min., regie: Claudia Müller; productie: ZDF
- Invincible - drama, Duitsland, USA, UK, Ierland, 2001, regie en scenario: Werner Herzog; première 3 september 2001 op het filmfestival van Venetië.
- Max Raabe in Israel - Dit is een documentaire van Sönke Wortmann over de "Heute Nacht oder nie" tour in 2010 in Israel door Max Raabe en het Palastorkest.
- Eine nacht in Berlin - Dit is een live recording op dvd van Max Raabe en het Palastorkest vanuit het Admiralspalast in Berlijn in mei 2014.